# Emo rap
L'emo rap (a volte emo hip hop) è un sottogenere del rap che unisce diversi stili utilizzati comunemente nella musica hip hop con temi e tonalità che si trovano comunemente nella musica emo.

## Caratteristiche
L'emo rap è noto per il suo discostamento dai toni tradizionali del moderno hip hop mainstream, in favore di un contenuto lirico più emotivo e personale. I testi tendono a concentrarsi su argomenti come la depressione, l'ansia, la solitudine, l'abuso di droghe, il nichilismo, il suicidio e le delusioni amorose. Il genere è caratterizzato da una combinazione di diversi elementi presenti nel conscious rap, con l'aggiunta di strumenti indie rock. 
I beat della musica emo rap generalmente includono strumenti reali. I campionamenti usati provengono principalmente dal pop punk degli anni 2000 e dalle canzoni emo, una combinazione resa popolare da MC Lars nel 2004.

## Storia

### I precursori del genere (anni 2000)
Nonostante l'emo rap sia considerato un fenomeno recente, l'uso del termine e del rap contenente tematiche associate alla musica emo risale a più di un decennio prima, con artisti come Gym Class Heroes, Hollywood Undead ed Eminem. Inoltre, rapper come Tupac, Nelly, Jay-Z, Joe Budden, Kanye West e The Notorious B.I.G. sono stati occasionalmente etichettati come emo rapper, a causa dei loro testi emotivi e di piccole somiglianze trovate con il genere, nonostante la loro musica sia nata molto prima della nascita del movimento.
Kid Cudi è considerato una delle più grandi influenze sul panorama emo rap, con testi che parlano di depressione, ansia e solitudine nel suo album Man on the Moon: The End of Day, pubblicato nel 2009. Cudi ha successivamente pubblicato Speedin' Bullet 2 Heaven, un album alternative rock che è stato criticato per il suo stile disordinato e scoordinato al fianco dei testi nichilisti, anche se lui stesso lo ha definito "l'album più importante in circolazione", aggiungendo "in 5 anni vedrete il suo impatto". Pubblicazioni come HotNewHipHop, DJBooth e IBTimes hanno messo in evidenza l'influenza di Cudi sull'hip hop contemporaneo sin dal suo successo nel 2008, e hanno attribuito a Man on the Moon: The End of Day e Speedin' Bullet 2 Heaven il titolo di principali influenze sull'emo rap.
Drake è stato notato come un influente dell'emo rap, attraverso il suo uso particolare degli strumenti e dei testi. I suoi primi progetti (soprattutto l'album Take Care) sono stati etichettati come emo.

### Popolarità (anni 2010)
Prima dell'affermazione dell'emo rap grazie anche all'avvento di rapper come Lil Peep e Lil Uzi Vert, altri sottogeneri come il cloud rap sono stati definiti "sad rap". Infatti, certi cloud rapper come Yung Lean hanno influenzato l'emo rap attraverso i loro testi e la loro differenza dall'hip hop mainstream.
Il rapper tedesco Casper, che ha mischiato hardcore punk ed emo con il rap, è stato uno dei primi artisti a usare il termine "emo rapper" per autodescriversi; il termine era stato applicato su di lui in precedenza, ed egli l'ha semplicemente accettato.
Nel 2012, Elmo Kennedy O'Connor, allora conosciuto come Th@ Kid, ha cambiato il suo nome d'arte in Bones e ha guadagnato popolarità su Internet poiché, allontanandosi dal cloud rap, ha fuso stili diversi per creare forme uniche di musica che includevano campionamenti provenienti da band emo, metal e indie rock. Artisti come Lil Peep, Ghostemane e Lil Tracy, con influenze pop punk, emo e screamo, iniziarono a comparire su YouTube e SoundCloud tra il 2014 e il 2015.
Gli artisti di questo movimento sono rimasti generalmente nel sito di streaming musicale SoundCloud, e hanno avuto un grande impatto sulla musica rap, tale da aver creato un proprio genere, noto come SoundCloud rap. Il 26 febbraio 2017 viene pubblicato XO Tour Llif3, singolo di Lil Uzi Vert. La canzone, classificata come emo rap per il testo che parla di suicidio e di crolli emotivi, ha raggiunto la settima posizione della Billboard Hot 100. Il 25 agosto 2017, XXXTentacion (rapper di spicco all'interno della scena emo rap) pubblica il suo album di debutto: 17, contenente come hit principale il singolo Jocelyn Flores, che racconta la storia del suicidio di una sua amica. Lil Uzi Vert pubblica lo stesso giorno il suo album di debutto Luv Is Rage 2. L'uscita di entrambi i progetti e il loro successo nella Billboard 200 ha portato le persone a definire entrambi i lavori come appartenenti all'emo rap. Nacquero ulteriori speculazioni sul fatto che l'emo rap fosse un sottogenere legittimo dell'emo revival. Con figure come Lil Peep, si sostenne in seguito che l'emo rap non facesse parte dell'emo revival, ma che fosse un sottogenere a sé stante. Allo stesso tempo, Peep venne marchiato come il "futuro dell'emo" nel gennaio 2017, ed è stato considerato come il pioniere dell'emo revival dal quotidiano britannico The Guardian.
Nel novembre 2017, Peep muore per overdose di Xanax e Fentanyl. Poco dopo, il suo album Come Over When You're Sober, Pt. 1 e il singolo principale Awful Things salgono rapidamente nelle classifiche di Billboard. La sua morte portò ancora una volta in primo piano l'emo rap, questo grazie anche alla popolarità di Peep nel sottogenere. Nel giugno 2018, XXXTentacion fu assassinato a colpi di arma da fuoco a seguito di una rapina subita, e come accadde per Peep, i suoi album 17 e ? aumentarono gli ascolti vertiginosamente. La principale hit del secondo album di XXXTentacion, Sad!, arrivò al 1º posto nella Billboard Hot 100 la settimana successiva al suo decesso.
Nel 2018 emerse nella scena musicale anche il rapper statunitense Juice Wrld, che raggiunse il successo globale con i singoli Lucid Dreams e All Girls Are the Same. Ma morì presto anche lui per overdose di oppioidi a Oak Lawn, nell'Illinois, l'8 dicembre 2019.
Dagli anni 2020 l'emo trap ha contribuito a riportare il pop punk nel mainstream, contaminandolo. In Italia i rappresentanti di questo genere sono il trio La Sad e il duo de Gli Psicologi.